# 梅諾肯 (北達科他州)
梅諾肯（英語：Menoken）是位於美國北達科他州伯利縣的普查規定居民點。

## 人口
根據2020年美國人口普查的數據，梅諾肯的面積為5.80平方千米，當中陸地面積為5.64平方千米，而水域面積為0.16平方千米。當地共有人口78人，而人口密度為每平方千米13.45人。